# Louhajang River
Louhajang River är ett vattendrag i Bangladesh.   Det ligger i provinsen Dhaka, i den centrala delen av landet, 70 km nordväst om huvudstaden Dhaka.
Trakten runt Louhajang River består till största delen av jordbruksmark. Runt Louhajang River är det mycket tätbefolkat, med 1 266 invånare per kvadratkilometer.